# Attitude (Hyuna)
Attitude è un EP della cantante sudcoreana Hyuna, pubblicato nel 2024 sotto la nuova etichetta At Area.

## Tracce
1. Attitude – 1:54
2. Q&A – 2:45
3. Ah! (featuring Gemini) – 3:29
4. RSVP (featuring Changmo) – 2:58